# Kršćanski feminizam
Kršćanski feminizam je izraz kojim se označava polje feminističke teologije kojemu je cilj tumačiti kršćanstvo kroz prizmu feminističkog koncepta jednakosti žena i muškaraca u moralnom, društvenom i političkom smislu. Kršćanske feministkinje drže da je feminističko tumačenje nužno za potpuno razumijevanje kršćanstva. Iako ne postoji standarni skup vjerovanja među kršćanskim feministkinjama, većina se slaže da Bog ne diskriminira na temelju bioloških obilježja, poput spola. Glavna pitanja kršćanskih feministkinja jesu ređenje žena za svećenike, uloge muškarca i žene u kršćanskom braku, te tvrdnje o moralnim nedostacima i inferiornosti žena u usporedbi s muškarcima, ravnoteža u roditeljstvu između majki i očeva, odnosno, opći odnos prema ženama u crkvi.[nedostaje izvor]
Dio zagovornika feminističkoga tumačenja kršćanstva zagovara naziv kršćanski egalitarijanizam.[nedostaje izvor]